# Alban Low
Alban Low, britanski general, * 1893, † 4. april 1978.